# Kocár do Vídne
A Carroça (nome original: Kocár do Vídne) é um filme dramático de guerra Checoslovaco, produzido em 1966 e dirigido por Karel Kachyna. Nos Estados Unidos foi lançado com o título de Carriage to Vienna.

## Sinopse
Após o seu marido ter sido enforcado próximo do fim da Segunda Guerra Mundial, Krista é forçada a fugir na sua carroça pela estrada acompanhada por dois desertores do exército alemão: Hans, um jovem nobre austríaco, e Günter, seu amigo ferido. Krista possui um machado escondido debaixo da carroça e busca vingança ao menor descuido, enquanto Hans quer apenas chegar até Viena.

## Elenco
- Iva Janzurová ... Krista
- Jaromír Hanzlík ... Hans
- Ludek Munzar ... Günter